# NGC 5030
NGC 5030 este o galaxie lenticulară situată în constelația Fecioara. A fost descoperită în 17 martie 1881 de către Edward S. Holden⁠(d). Se află la o distanță de 36,39 de megaparseci de Pământ.